# 目目連

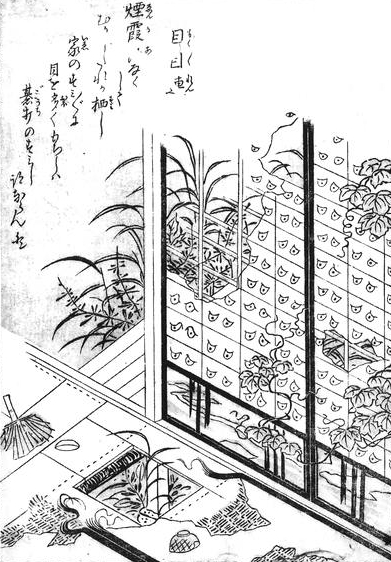
鳥山石燕『今昔百鬼拾遺』より「目目連」。

目目連（もくもくれん）は、鳥山石燕の画集『今昔百鬼拾遺』にある日本の妖怪。家の障子に無数の目が浮かび上がるというもの。

## 概要
荒れ果てた家の障子に無数の目が浮かび上がった姿で描かれており、解説文によれば碁打ち師の念が碁盤に注がれ、さらに家全体に現れたものとある。
妖怪漫画家・水木しげるの次女・悦子は、中学時代の修学旅行先の京都府の旅館で、障子の格子に目のようなものが浮かび上がって動き回る現象を、同級生たちと共に目撃しており、水木はそれを「目目連だ」と語ったという。

## 正体

バーゲン錯視の例。

妖怪研究家・村上健司はこれを石燕の創作物と指摘している。一つ目の神である「一目連（いちもくれん）」の名が、目のたくさんあるこの妖怪「目目連」の名に関連しているとの指摘もある。
また、日本テレビの生活情報番組『所さんの目がテン!』での実験では、障子模様のイラストを箱に入れたところ、それを覗いた人々全員が「目玉が見えた」「光る目が見えた」などと証言している。これは目の錯覚の一種であるバーゲン錯視により、黒い線の交わる箇所が目のように光って見える現象であり、かつて月明かりに照らされた障子を見た人が目目連だと思ったという可能性も示唆されている。

## 類話
山田野理夫の著書『東北怪談の旅』には「障子の目」と題し、江戸の商人が津軽へ材木を買いに行き、宿代がもったいないと言って空き家に泊まったところ、障子に無数の目が現れたが、商人は恐れるどころかこれらの目を集めて持ち帰り、眼科医に売り飛ばしたという話がある。
また、ある南部藩士が布団に入って寝ていたところ、足元に目玉が転がっており、その目からもう一つの目が生まれ、その繰り返しで周りが目玉でいっぱいになり、あくる朝には藩士自身の目がなくなっていたという話もあり、水木の書籍においては目目連の一種とされている。